# Sauris perfasciata
Sauris perfasciata là một loài bướm đêm trong họ Geometridae.